# La Maison-Dieu
 La Maison-Dieu  es una población y comuna francesa, situada en la región de Borgoña, departamento de Nièvre, en el distrito de Clamecy y cantón de Tannay.

## Demografía
| 175 | 172 | 165 | 152 | 133 | 122 |
| Para los censos de 1962 a 1999 la población legal corresponde a la población sin duplicidades (Fuente: INSEE [Consultar]) |     |     |     |     |     |